# Louisa (Kentucky)
Louisa is een plaats (city) in de Amerikaanse staat Kentucky, en valt bestuurlijk gezien onder Lawrence County.

## Demografie
Bij de volkstelling in 2000 werd het aantal inwoners vastgesteld op 2018.
In 2006 is het aantal inwoners door het United States Census Bureau geschat op 2070, een stijging van 52 (2.6%).

## Geografie
Volgens het United States Census Bureau beslaat de plaats een oppervlakte van
3,6 km², waarvan 3,5 km² land en 0,1 km² water. Louisa ligt op ongeveer 224 m boven zeeniveau.

## Plaatsen in de nabije omgeving
De onderstaande figuur toont nabijgelegen plaatsen in een straal van 32 km rond Louisa.